# Indietro
Indietro è un singolo del cantautore italiano Tiziano Ferro, composto insieme a Ivano Fossati. Viene pubblicato il 4 maggio 2009 come terzo estratto dal quarto album in studio Alla mia età. È stato frequentemente trasmesso in radio, raggiungendo la posizione numero 1 dell'airplay.

## Descrizione
Breathe Gentle, versione in lingua inglese di Indietro eseguita in duetto con Kelly Rowland (ex membro delle Destiny's Child), viene pubblicato come terzo singolo dell'album A mi edad per il mercato spagnolo.
Per Kelly Rowland è stata una novità cimentarsi in un brano parzialmente in italiano, mentre Ferro aveva già cantato in inglese in occasione del singolo Universal Prayer, in cui duettava con Jamelia, in Soul-dier e parzialmente in Boom Boom nell'album Rosso relativo.

## Video musicale
Il video prodotto per Indietro è stato diretto dal regista Gaetano Morbioli e girato a Sirmione. Sviluppa una trama simile a quella di un film di spionaggio in stile James Bond: la storia vede Tiziano Ferro e Kelly Rowland interpretare il ruolo di due ladri che hanno intenzione di rubare un enorme diamante tenuto in una lussuosissima residenza, mentre fra di loro si sviluppa una complicata storia d'amore. Infatti, all'inizio del video, Ferro viene mostrato legato ad una sedia, mentre intorno a lui gira la sua carceriera Kelly Rowland. Alla fine del videoclip, tuttavia, i due complici vengono visti fuggire insieme dalla polizia a bordo di un elicottero. Il video di Breathe Gentle, versione inglese del brano, è sostanzialmente identico a quello originale, pur mostrando un maggior numero di sequenze in cui compare la Rowland.

## Accuse
Nel 2009 si diffuse la notizia che nel brano fosse nascosto un messaggio subliminale a sfondo satanico: ascoltando il brano al contrario (tecnica del backmasking) nel passaggio della canzone No non rivederti più, se lontana non sei stata mai sarebbe possibile sentire il messaggio Grazie Satana, lui mi tiene libero. Nel 2013 il prete bolognese don Giuliano Marra accusò pubblicamente Ferro di satanismo, affermazioni a cui il cantautore non replicò.

## Tracce
CD singolo - Indietro (Italia)
1. Indietro – 3:40

CD singolo - Breathe Gentle (Spagna)
1. Breathe Gentle (Album Version) – 3:41
2. Alla mia età (Acoustic Remix) – 3:28
3. Breathe Gentle (Tiziano's Audio Comments) – 1:42

Download digitale
1. Breathe Gentle (Album Version) – 3:41
2. Indietro (Live @ Rolling Stone) – 3:45

## Pubblicazioni
Indietro viene inserita in versione Live nell'album Italia Loves Emilia. Il concerto del 2012 (audio e video).
Il 19 maggio 2014 è stato pubblicato l'album Never Again di Briga, in cui è presente una rivisitazione del brano realizzata insieme a Ferro ed intitolata Giunto alla linea (Indietro).
Nello stesso anno la versione originale del singolo è stata inserita anche nella raccolta TZN - The Best of Tiziano Ferro.

## Classifiche
| Classifiche (2009) | Posizione massima |
| ------------------ | ----------------- |
| Belgio (Vallonia)  | 63                |
| Italia             | 2                 |
| Paesi Bassi        | 9                 |

### Classifiche di fine anno
| Classifica (2009) | Posizione |
| ----------------- | --------- |
| Italia            | 12        |